# سكوت بيري (متزلج قفز)
سكوت بيري (بالإنجليزية: Scott Berry)‏ هو متزلج قفز أمريكي، ولد في 23 ديسمبر 1948.

## وصلات خارجية
- سكوت بيري على موقع أوليمبيديا (الإنجليزية)